# Eyalato de Buda
El eyalato de Buda o de Budin (también conocido como provincia de Budin/Buda o pashaluk de Budin/Buda; en turco otomano: ایالت بودین; Eyālet-i Budin‎, húngaro: Budai vilajet, serbio: Budimski vilajet o Будимски вилајет, croata: Budimski vilajet) era una entidad territorial administrativa del Imperio otomano en Europa Central y los Balcanes. Se formó en los territorios que el Imperio otomano conquistó del Reino medieval de Hungría y del Despotado de Serbia. La capital de la provincia era Buda (en turco: Budin). 
La población de la provincia era étnica y religiosamente diversa e incluía a húngaros, croatas, serbios, eslovacos, musulmanes de diversos orígenes étnicos (que viven principalmente en las ciudades) y otros (judíos, romaníes, etc.). La propia ciudad de Buda se convirtió en mayoritariamente musulmana durante el siglo XVII, en gran parte gracias a la inmigración de musulmanes balcánicos.

## Historia

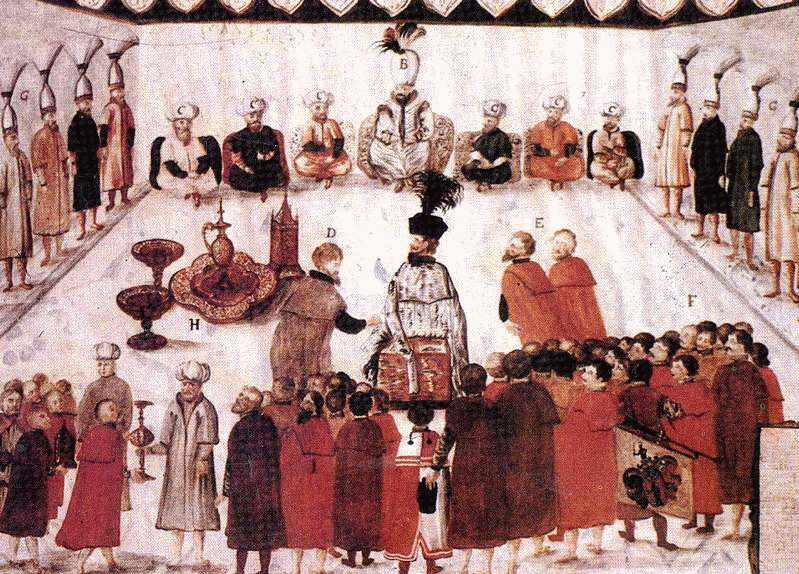
El bajá de Buda recibiendo el enviado del sultán.

En el siglo XVI, el Imperio otomano había conquistado la "línea de fortalezas" del sur (végvár) del Reino de Hungría. Después de la batalla de Mohács, donde el Reino de Hungría fue fuertemente derrotado, y la agitación causada por la derrota, la influencia se extendió a la parte media de Hungría. Mientras las tropas otomanas invadieron Buda en 1526 y 1529, Solimán I usó el área de Buda como territorio del reino aliado y no la anexionó por completo al Imperio.
En 1541, Solimán decidió consolidar el área conquistada de Buda y establecerla como parte orgánica del Imperio. Expulsó al comandante austríaco Wilhelm von Roggendorf, sitió la ciudad, y el 29 de agosto de 1541 tomó el control de la ciudad con un árdi; junto con la ciudad al otro lado del Danubio, Pest. Inmediatamente organizó el primer eyalato (provincia) de Europa Central con capital en Buda (Budin en turco). 
El mismo año, varias otras ciudades cayeron bajo el dominio otomano: Szeged, Kalocsa, Szabadka (en serbio: Sabatka, moderna Subotica). En los años 1543-1544, los otomanos conquistaron las fortalezas de Nógrád, Vác, Fehérvár, Pécs y Siklós, que se integraron en el nuevo valiato.
En 1552, el valiato se amplió con nuevos territorios en el norte y se estableció el nuevo eyalato de Temeşvar (rumano: Timişoara). El control militar de las áreas circundantes fue expulsado de Buda.
Al año siguiente, el avance de los otomanos se ralentizó y el territorio del valiato de Buda no cambió hasta el final de la Guerra de los Quince Años y la Paz de Zsitvatorok, donde los otomanos perdieron territorios al norte de Nógrád. Sin embargo, Eğri y Kanije fueron capturados durante estas guerras y pronto fueron administrados como sanjacados en esta provincia.
El territorio del eyalato se redujo significativamente en tamaño con el establecimiento de los eyalatos de Eğri (1596) y Kanije (1600). Sin embargo, siguió siendo la provincia otomana más importante de Europa Central, debido a la importancia estratégica de Buda como puerto importante en el Danubio. 
En el siglo XVII, Kara Mustafá conquistó áreas más vastas del Reino de Hungría de  los Habsburgo y su vasallo el Principado de Transilvania, pero no logró conquistar Viena en 1683. Este intento fallido anunció el declive gradual del poder otomano en Europa. El 2 de septiembre de 1686 Buda fue capturada por las tropas de la Liga Santa. 

## Militar
Los conflictos militares eran frecuentes en la frontera otomana-Habsburgo, por lo que existía una necesidad constante de una presencia militar significativa. Si el sultán o el gran comandante   no estaba presente, entonces el puesto de comandante general era tomado por los bajás de Buda. Su poder se amplió al valiato de Temeşvar (desde 1552), Eğri (desde 1596), Kanije (desde 1600) y hasta Varad (desde 1660). 
El título de bajá de Buda fue mejorado para ser el gran comandante desde 1623. 
El número de tropas en la provincia en este momento es difícil de estimar. Hay documentos que muestran 10 200 soldados en las fortalezas en 1546 y 12 451 soldados en 1568. También estuvieron presentes tropas auxiliares llamadas spahi, pero no se dispone de cifras precisas. El costo de mantener esta gran fuerza ejerció presión sobre el presupuesto de la provincia. En 1552, por ejemplo, la Puerta envió 440 000 monedas de oro a Buda para abastecer al ejército.

## Fortalezas
El Imperio otomano hizo todo lo posible por fortalecer la fortaleza de Buda. Construyeron varios anillos de defensa alrededor de Buda y defendieron carreteras para abastecer a Viena, ya que su objetivo era aplastar la capital de los Habsburgo, lo que no lograron. 
Las fortalezas más importantes alrededor de Buda fueron Esztergom, Székesfehérvár y también las menos importantes Vác y Visegrád. Al sur, la fortaleza más relevante fue Szigetvár. 

### Buda
En los 145 años de la era otomana, la ciudad de Buda no se convirtió al tipo de fortaleza defensiva "italiana", que estaba de moda en ese momento. La antigua fortaleza fue ampliada por las murallas de "Víziváros" y se construyó una pequeña fortaleza en la colina Gellért. 
El Castillo de Buda ya se encontraba en un castillo medieval, con más o menos las mismas paredes que ahora. Varias torres fueron construidas por otomanos, es decir "Murad pasha kulesi" entre 1650 y 1653. Las murallas se ampliaron en la colina Gellért, en Rózsadomb, Nap-hegy y en el lado del Danubio. El castillo principal también estaba amurallado por dentro, donde se han realizado pequeñas aberturas para que el centinela pudiera moverse con facilidad.

## Divisiones administrativas

La parte del norte del eyalato en 1572.

Después de 1541, la provincia incluyó los siguientes sanjacados:
| 1541                                          | 1566                                  | 1600                               | 1610                              | av. 1699                              |
| Sanjacado de Budin (Buda)                     | Sanjacado de Budin (Buda)             | —                                  | Sanjacado de Budin (Buda)         | Sanjacado de Budin (Buda)             |
| Sanjacado de Semendire (Smederevo)            | Sanjacado de Semendire (Smederevo)    | Sanjacado de Semendire (Smederevo) | —                                 | Sanjacado de Semendire (Smederevo)    |
| Sanjacado de İzvornik (Zvornik)               | —                                     | —                                  | —                                 | —                                     |
| Sanjacado de Vulçetrin (Vushtrri)             | —                                     | —                                  | —                                 | —                                     |
| Sanjacado de Pojega (Požega)                  | Sanjacado de Pojega (Požega)          | —                                  | —                                 | —                                     |
| Sanjacado de Mohaç (Mohács)                   |                                       |                                    |                                   |                                       |
| Sanjacado de İstolni Belgrad (Székesfehérvár) |                                       |                                    |                                   |                                       |
| Sanjacado de Segedin (Szeged)                 | Sanjacado de Segedin (Szeged)         | —                                  | —                                 | —                                     |
| Sanjacado de Sirem (Sirmia)                   |                                       |                                    |                                   |                                       |
| Sanjacado de Kopan (Koppany)                  | Sanjacado de Kopan (Koppany)          | Sanjacado de Kopan (Koppany)       | Sanjacado de Kopan (Koppany)      | —                                     |
| Sanjacado de Şikloş (Siklos)                  | Sanjacado de Şikloş (Siklos)          | Sanjacado de Şikloş (Siklos)       | —                                 | —                                     |
| Sanjacado de Peçuy (Pécs)                     | Sanjacado de Peçuy (Pécs)             | —                                  | —                                 | Sanjacado de Peçuy (Pécs)             |
| Sanjacado de Vidin                            | —                                     | —                                  | —                                 | —                                     |
| Sanjacado de Alacahisar (Kruševac)            | —                                     | —                                  | —                                 | —                                     |
| Sanjacado de Çanad (Cenad)                    | —                                     | —                                  | —                                 | —                                     |
| Sanjacado de Beçkerek (Zrenjanin)             | —                                     | —                                  | —                                 | —                                     |
| Sanjacado de Hipovo                           | —                                     | —                                  | —                                 | —                                     |
| —                                             | Sanjacado de Baboça (Babocsa)         | —                                  | —                                 | —                                     |
| —                                             | Sanjacado de Zigetvar (Szigetvar)     | —                                  | —                                 | —                                     |
| —                                             | Sanjacado de Estergon (Esztergom)     | —                                  | Sanjacado de Estergon (Esztergom) | Sanjacado de Estergon (Esztergom)     |
| —                                             | Sanjacado de Hatvan                   | —                                  | —                                 | —                                     |
| —                                             | Sanjacado de Filek (Filakovo)         | —                                  | —                                 | —                                     |
| —                                             | Sanjacado de Seçen (Szécsény)         | —                                  | —                                 | —                                     |
| —                                             | Sanjacado de Sonluk (Szolnok)         | —                                  | —                                 | —                                     |
| —                                             | Sanjacado de Şimontorna (Simontornya) | —                                  | —                                 | Sanjacado de Şimontorna (Simontornya) |
| —                                             | Sanjacado de Sekçay (Szekszárd)       | —                                  | —                                 | Sanjacado de Sekçay (Szekszárd)       |
| —                                             | Sanjacado de Novigrad (Nograd)        | —                                  | —                                 | —                                     |
| —                                             | Sanjacado de Pespirim (Veszprém)      | —                                  | —                                 | —                                     |
| —                                             | —                                     | Sanjacado de Ráckeve               | Sanjacado de Ráckeve              | —                                     |
| —                                             | —                                     | Sanjacado de Seçuy                 | —                                 | —                                     |